# Nadeždinskoe
Nadeždinskoe (in lingua russa Надеждинское) è un centro abitato dell'Oblast' autonoma ebraica, situato nel Birobidžanskij rajon.